# 加尔各答大学
加尔各答大学（英語：Calcutta University，縮寫：CU）是印度西孟加拉加尔各答的一所公立大学。成立于1857年1月24日。在印度它被评为一所五星级重点大学。在各邦大学里面，它的研究生教育也是印度国内一流的。
作为一所邦政府主办的研究型大学，它的校区位于市区多所学院，如中心校区位于学院街（College Street），其他校区分别位于Rajabazar，Ballygunge，Alipore，Hazra 以及South Sinthi 。

## 历史
学校成立于1857年第一代坎宁伯爵查尔斯·坎宁担任印度总督时期。时任英属印度教育部长 Dr Fredrick John 提议英国政府仿效伦敦大学设立加尔各答大学，目的是培养统治印度的人才。一开始该计划并未得到批准，最终大学于1857年1月24日成立。
截止2012年，加尔各答大学旗下共由136所学院组成。
学校有18所研究中心，710名教师，3000名非教学职员，以及11,000名研究生。

## 校园

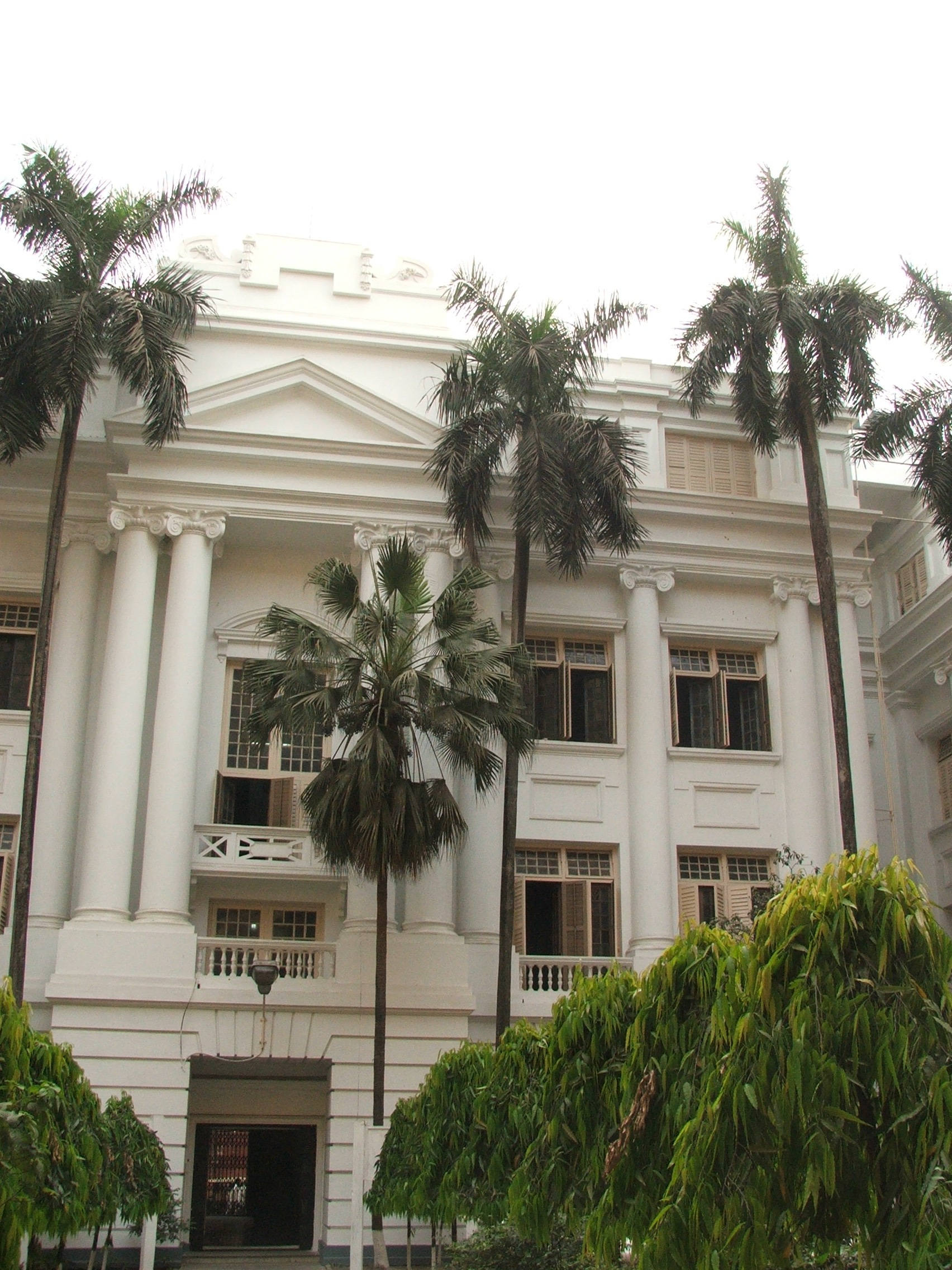
位于学院街校园里的Ashutosh大楼

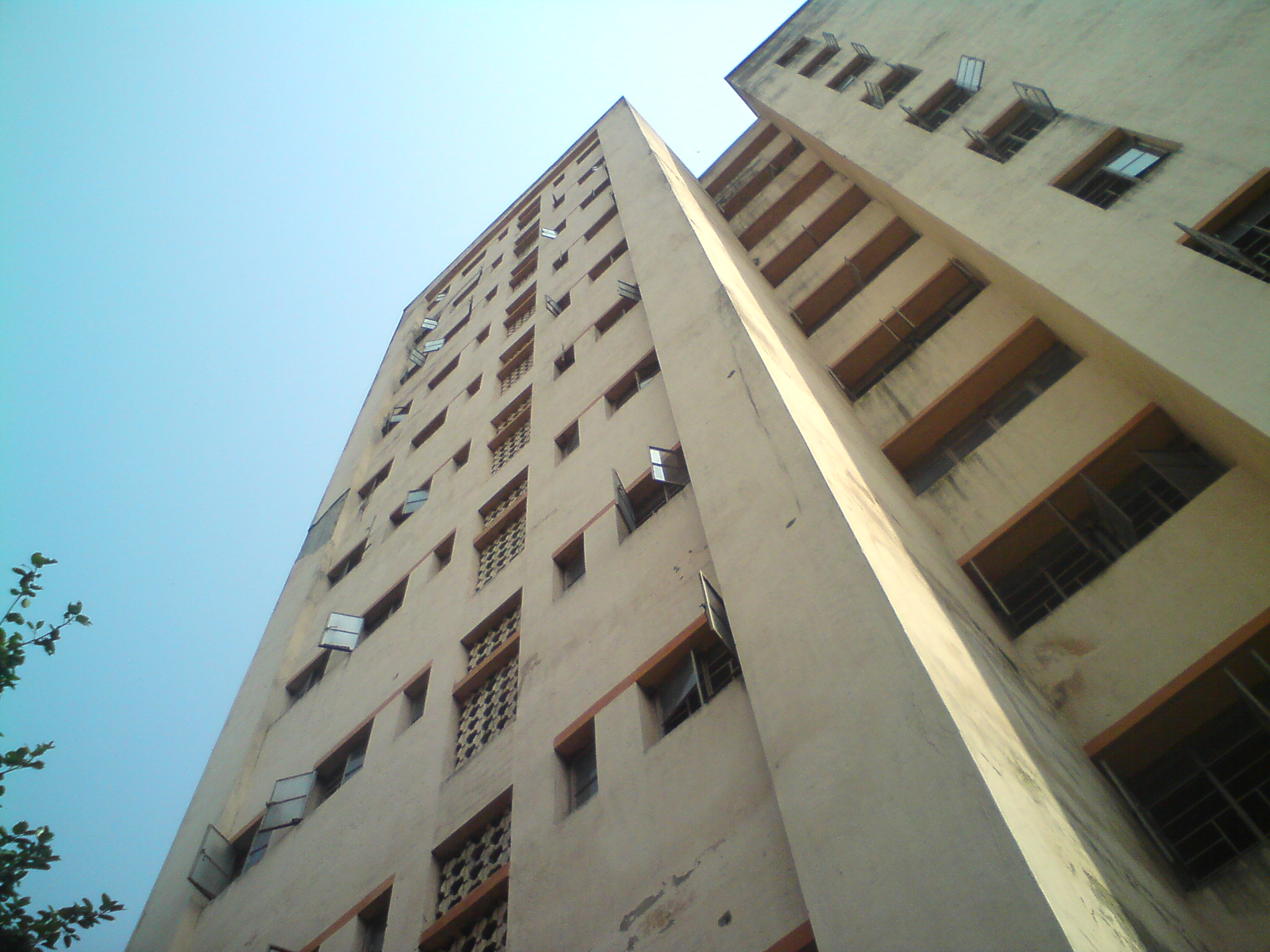
商业管理学院大楼

## 学院
加尔各答大学共有8个学院，65个专业。
- 农学院：农业科学研究1个系[7]
- 艺术学院：21个系[8]
- 商业、社会福利与商业管理学院[9]
- 教育、新闻与藏书学院
- 工程技术学院[10]
- 美术、音乐与家政学院[11]
- 法学院：法学1个系
- 理学院：19个系[12]

## 排名
QS世界大学排名2011年将它评为世界最佳大学601位；QS亚洲大学排名2012年将它列为亚洲最佳大学143位；印度杂志《今日印度》2012年将它列为印度最佳大学第三名。